# Пловдивски университет
Пловдивският университет „Паисий Хилендарски“ (или ПУ) е висше училище в Пловдив, Смолян и Кърджали, България. Той е водеща културна, образователна и научна институция.

## История
През 1961 г. с Указ № 264 на президиума на народното събрание е основан Висш педагогически институт по природо-математически науки. Същия месец министърът на просветата назначава за ректор на новия институт професор Живко Ламбрев (прехвърлен от Висшия медицински институт в Пловдив), а за негов заместник е определен доцент Тодор Василев (от ВИХВП). През месец август са утвърдени и първите хабилитирани лица в Института: доц. Йордан Дуйчев (математик), доц. Асен Гълъбов (химик), доц. Златко Бонев (геолог) и доц. Борис Джурджев (философ). Тези шестима преподаватели образуват първия академичен съвет в Института. Веднага са обявени конкурси за асистенти и преподаватели. От други висши училища (предимно пловдивски) се прехвърлят десетина асистенти. Доц. Т. Василев прехвърля цялата катедра по физика – 8 души, от ВИХВП. Лесно е решен въпросът за студентите – част от кандидатите за Софийския университет, издържали успешно конкурсните изпити, според местожителството и успеха си се приемат във ВПИ.
Тържественото откриване на Института и на първата учебна година става на 15 септември 1961 г. В присъствието на официални гости, ръководители на страната и града, на преподаватели и студенти ректорът проф. Живко Ламбрев произнася слово, озаглавено „Висшият педагогически институт – ново огнище на просвета и наука“.
На 12 януари 1972 г. излиза Указ № 24 на Държавния съвет, според който Висшият педагогически институт по природо-математически науки се преобразува в Пловдивски университет. С това е поставено началото на нов етап в развитието на висшето училище.
Ректоратът на университета се помещава в сградата, където е бил Френският колеж, затворен през 1948 г.
В ПУ „Паисий Хилендарски“ работят над 900 преподаватели и служители, от които 550 висококвалифицирани щатни преподаватели – 30 професори, 160 доценти, 360 асистенти.

### Ректори през годините
| период      | Ректор                        |
| ----------- | ----------------------------- |
| 1961 – 1968 | проф. Живко Ламбрев           |
| 1968 – 1970 | доц. д-р Стефан Иванов        |
| 1970 – 1972 | проф. Живко Ламбрев           |
| 1972 – 1979 | проф. д-р Драгомир Поборников |
| 1979 – 1983 | проф. дбн Павел Ангелов       |
| 1983 – 1989 | доц. дхн Цветан Обретенов     |
| 1989 – 1993 | проф. дфн Никола Балабанов    |
| 1993 – 2003 | проф. дфн Огнян Сапарев       |
| 2003 – 2011 | проф. дфн Иван Куцаров        |
| 2011 – 2019 | проф. д-р Запрян Козлуджов    |
| 2019 –      | проф. д-р Румен Младенов      |

## Структура
Днес Пловдивският университет „Паисий Хилендарски“ има 9 факултета, в които се обучават над 8000 редовни и около 5000 задочни студенти в повече от 40 специалности по природни, хуманитарни, обществени и икономически науки. В градовете Смолян и Кърджали са разкрити филиали на университета, както и колеж в Смолян.
Пловдивският университет разполага с библиотека, Университетско издателство, Университетски информационен център, специализирани лаборатории, езикови кабинети, мултимедийни и компютърни зали, Център за дистанционно обучение, Център за кариерно ориентиране, научноизследователско поделение, спортен център, учебен театър, университетско радио, технически центрове, обслужващи и сервизни звена. Университетските сгради са разположени на няколко места в града: сграда на Ректората (в центъра на града – ул. „Цар Асен“ 24), нова сграда (в северната част – бул. „България“ 236), сграда на ул. „Костаки Пеев“ (в близост до Ректората), сграда на Биологическия факултет (в Стария град, непосредствено до Античния театър).
Университетската библиотека е основана през 1961 г. заедно с основаването на университета. Библиотеката съдържа около 280 000 библиотечни документа от всички области на науката. Поддържа електронен каталог, който улеснява търсенето, съгласно най-съвременните изисквания на библиотечното дело.
Учебното заведение издава и вестник „Пловдивски университет“. Той е основан през 1983 г. и продължава да се издава понастоящем, като отразява академичния живот в Университета. Броевете, издадени след 2004 г. са дигитализирани и могат свободно да се четат в официалния уебсайт.

### Факултети
- Биологически факултет – информация уебсайт форум
- Факултет „Икономически и социални науки“ – информация Архив на оригинала от 2007-05-20 в Wayback Machine. уебсайт форум
  - Център за антропологични и етносоциологически изследвания Архив на оригинала от 2007-07-31 в Wayback Machine.
- Факултет по математика и информатика – информация Архив на оригинала от 2007-06-18 в Wayback Machine. уебсайт форум
- Педагогически факултет – информация Архив на оригинала от 2011-09-18 в Wayback Machine. уебсайт Архив на оригинала от 2007-04-21 в Wayback Machine. форум
- Физически факултет – информация Архив на оригинала от 2007-08-08 в Wayback Machine. уебсайт форум
- Филологически факултет – информация Архив на оригинала от 2007-08-08 в Wayback Machine. уебсайт Архив на оригинала от 2007-04-22 в Wayback Machine. форум
- Философско-исторически факултет, Пловдивски университет – информация Архив на оригинала от 2007-09-27 в Wayback Machine. уебсайт форум
- Химически факултет – информация Архив на оригинала от 2007-08-08 в Wayback Machine. уебсайт Архив на оригинала от 2007-07-22 в Wayback Machine. форум
- Юридически факултет – информация Архив на оригинала от 2007-08-08 в Wayback Machine. уебсайт форум

### Филиали и колежи
- Филиал Смолян – информация Архив на оригинала от 2007-09-27 в Wayback Machine. уебсайт Архив на оригинала от 2007-05-18 в Wayback Machine.
- Филиал „Любен Каравелов“ – информация Архив на оригинала от 2007-09-27 в Wayback Machine. уебсайт
- Технически колеж - Смолян – информация Архив на оригинала от 2007-09-27 в Wayback Machine. уебсайт Архив на оригинала от 2007-05-03 в Wayback Machine.

### Почивни бази
Пловдивският университет поддържа три почивни бази, които са на разположение за учебна дейност и почивно дело.
- Пампорово
- Ахтопол
- Загражден

## Противоречия

### Присъждане на „доктор хонорис кауза“ на Христо Стоичков
През ноември 2011 г. бившият футболист и селекционер на националния отбор Христо Стоичков получава почетното звание „доктор хонорис кауза“ на Пловдивския университет. Мотивите на ръководството на университета са, че „Стоичков е най-успелият български футболист и един от най-известните българи в света“, както и че „[п]одкрепата му е високо ценена и винаги търсена при организацията и реализацията на обществени или държавни актове“.
Няколко дни по-късно, като реакция на това решение, ръководителят на катедра „Критическа и приложна социология“ Цветозар Томов обявява публично, че напуска учебното заведение. В откритото си писмо до ректора на университета, доц. Запрян Козлуджов, Томов пише: „Известно ми е, че присъждането на най-високото академично звание на хора, доказали се преди всичко с умението си да ритат топка, се превърна в традиция за този университет. [...] Случаят с г-н Стоичков обаче е връх на тази срамна традиция предвид факта, че става дума за впечатляващо неук и необразован човек“. Според Томов случаят унижава не само ректора и членовете на академичния съвет на университета, които са пряко отговорни за това решение, но и всички преподаватели и студенти, и завършва с думите, че „колениченето на академичните среди пред силните на деня е публичен проблем“. Писмото среща бърза реакция сред потребителите на социалната мрежа Facebook, където е първоначално публикувано.